# Sacrosanctum Concilium
Sacrosanctum Concilium (hrvatski: Sveti koncil) jedan je od najvažnijih tekstova Drugog vatikanskog sabora. 

## Sadržaj
Ova konstitucija odnosi se na moderne liturgijske pokreta 20. stoljeća. Postala je temelj postkoncilske liturgijske reforme, posebice liturgije na narodnom jeziku i aktivnog sudjelovanja vjernika. Usredotočena je na razumijevanje važnosti liturgije u životu čovjeka i Crkve, obrazovanju, svećenstva i laika, te na medijsko praćenje u masovnim medijima. U tu svrhu predlaže se revizija liturgijskih knjiga (npr. misala), naglasak je na ravnopravnosti naroda u liturgiji, veći naglasak na riječi (propovijedi), jasnoći i jednostavnosti liturgije, sposobnosti da se prilagodi lokalnoj kulturi i običajima.
Isus je izvor liturgije i nazočan je u Euharistiji osobno i bitno. Neki dijelovi liturgije ustanovljeni su od Boga i nepromjenljivi su, a neki od Crkve, promjenljivi. Sveto Pismo zauzima središnje mjesto u liturgiji. Latinski jezik i dalje ostaje u uporabi, a može se uvoditi i narodni jezik. Za bilo kakvu promjenu u liturgiji potrebno je tražiti odobrenje Svete Stolice.

### Poglavlja
Ova konstitucija o Crkvi izložena je u sedam poglavlja:
- Opća načela za obnovu i njegovanje svete liturgije
- O presvetom otajstvu Euharistije
- Ostali sakramenti i blagoslovine
- Božanski časoslov
- Liturgijska godina
- Sakralna glazba
- Sakralna umjetnost i sakralni predmeti

## Vanjske poveznice
Mrežna mjesta
- Hrvatski prijevod Sacrosanctum Concilium